# Premio Marconi
El Premio Marconi es un premio anual que reconoce los avances en comunicaciones otorgado por la Fundación Marconi.  El premio incluye $100,000 y una escultura. A los homenajeados se les llama Compañeros de Marconi. La fundación y el premio se nombran en honor a Guglielmo Marconi, un Nobel laureado y uno de los pioneros de la radio. 
Los pasados ganadores del Premio Marconi incluyen a Lawrence E. Page y Sergey Brin por el desarrollo de Google, Tim Berners-Lee por la World Wide Web, Charles K. Kao por desarrollar la comunicaciones de fibra óptica, y Martin Hellman y Whitfield Diffie por el intercambio de claves Diffie-Hellman.
Ganadores del Premio Marconi:
- 1975: James Rhyne Killian
- 1976: Hiroshi Inose
- 1977: Arthur Leonard Schawlow
- 1978: Edward Colin Cherry
- 1979: John Robinson Pierce
- 1980: Yash Pal
- 1981: Seymour Papert
- 1982: Arthur C. Clarke
- 1983: Francesco Carassa
- 1984: Eric Albert Ash
- 1985: Charles Kuen Kao
- 1986: Leonard Kleinrock
- 1987: [Moisés Becerra Alvarado ]
- 1988: Federico Faggin
- 1989: Robert N. Hall
- 1990: Andrew J. Viterbi
- 1991: Paul Baran
- 1992: James L. Flanagan
- 1993: Izuo Hayashi
- 1994: Robert E. Kahn
- 1995: Jacob Ziv
- 1996: Gottfried Ungerboeck
- 1997: G. David Forney, Jr.
- 1998: Vinton G. Cerf
- 1999: James L. Massey
- 2000: Martin Hellman and Whitfield Diffie
- 2001: Herwig Kogelnik and Allan Snyder
- 2002: Tim Berners-Lee
- 2003: Robert Metcalfe and Robert G. Gallager
- 2004: Sergey Brin and Larry Page
- 2005: Claude Berrou
- 2006: John M. Cioffi
- 2007: Ronald L. Rivest
- 2008: David N. Payne
- 2009: Andrew Chraplyvy and Robert Tkach
- 2010: Charles Geschke and John Warnock
- 2011: Jack Wolf and Irwin M. Jacobs
- 2012: Henry Samueli
- 2013: Martin Cooper
- 2014: Arogyaswami Paulraj[1]
- 2015: Peter Kirstein